# Société de tir
Une société de tir est un regroupement de personnes pratiquant le tir. Originellement consacrées au tir à l'arc, elles se sont plus récemment (principalement au XXe siècle) transformées en sociétés, puis clubs ou associations de tir sportif.
Leurs activités se pratiquent souvent sur un champ de tir ou dans un stand de tir où les pratiquants peuvent s'entrainer par exemple au tir au pistolet ou à la carabine, debout ou couché, avec ou sans appui. On y pratique parfois aussi le tir à l'arbalète ou le tir à la poudre noire et aux armes « anciennes », ou encore le ball-trap.
Le tir est pratiqué sur des cibles (fixes ou mouvantes) en salle, ou en extérieur, éventuellement en mode ball-trap. Comme le tir à l'arc, le lancer de javelot, cette activité utilise des armes susceptibles de tuer, plus dangereuses encore en cas de ricochet ou de mauvaise manipulation et qui nécessitent donc un règlement et un lieu appropriés.

## Histoire

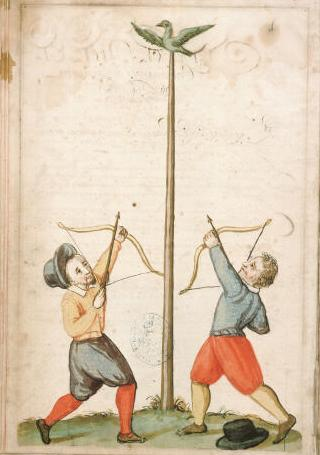
Archers lors du jeu du papegai à Avignon au XVIIe siècle.

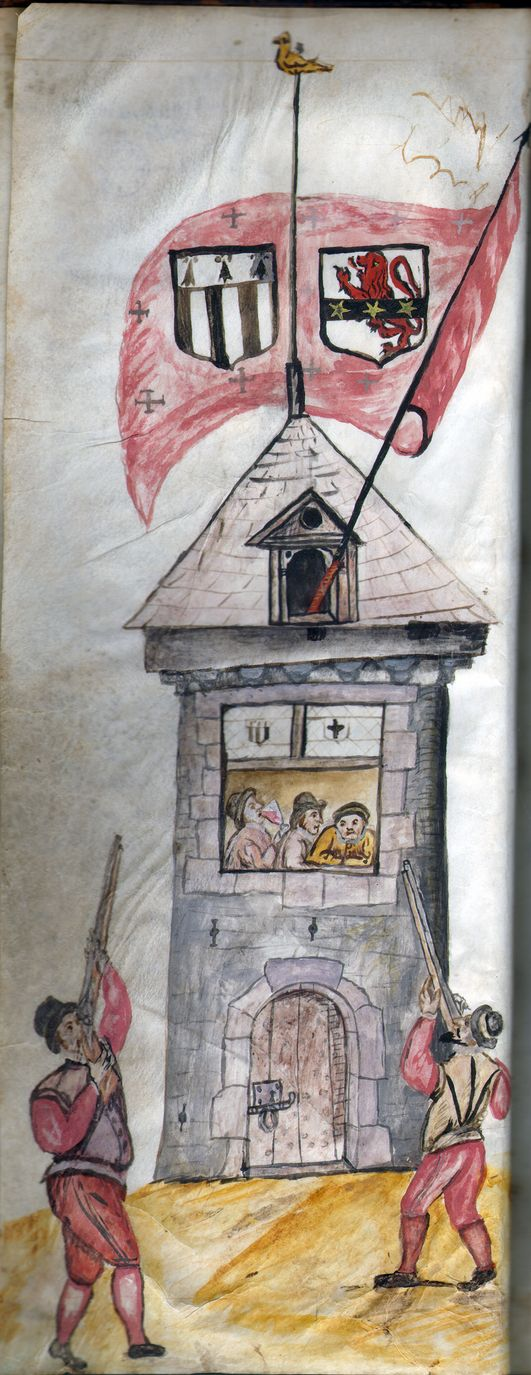
Arquebusiers lors du jeu du papegai à Rennes en 1532.

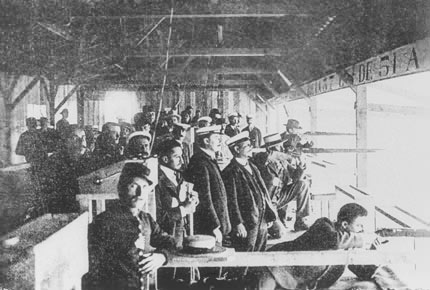
Épreuve de tir aux Jeux olympiques d'été de 1900.

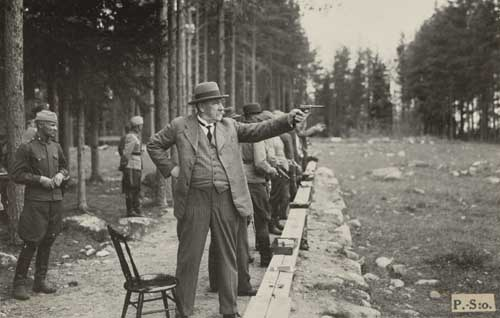
Le président finlandais Pehr Evind Svinhufvud tire au pistolet en 1934.

### Des origines au milieu duXIXe
Il existait à la Renaissance, notamment en Italie, et en Espagne, des sociétés ou des lieux où les militaires ou une partie du public pouvait s'entrainer à la pratique du tir à l'arc ou à l’arbalète sur cible, généralement pour se préparer à la guerre ou entretenir les capacités des soldats. Un texte du début du XVe siècle (boniment de jongleur espagnol racontant un voyage en Andalousie) évoque le nombre de quarante-quatre stands de tir à l'arc dans la seule ville de Ceuta (dite  ville des archers). Ces stands furent détruits ou interdits durant l'occupation portugaise à partir de 1415. En France, dès le XVIe siècle et jusqu'au XIXe siècle, on trouvait notamment les compagnies du Papeguay.
Ainsi, en 1618, Louis XIII autorise et règle le fonctionnement d'une société de tir à Brioude, en Auvergne. Au mois de mai de chaque année, ses membres se réunissaient pour tirer, soit à l’arc, soit à l’arbalète (et plus tard au mousquet et à l’arquebuse) sur des papeguays (alias papegais). Nommé roi de l’oiseau, le vainqueur jouissait pendant un an du droit de porter l’épée, était exempt de guet et recevait un prix de quinze livres.
Avec l'apparition des armes à feu, et surtout après leur diffusion hors de la sphère militaire, sont apparues les sociétés de tir, notamment destinées à la préparation militaire. Elles furent particulièrement actives en Europe après les guerres des années 1850 à 1870 dans un esprit de revanche et/ou de défense nationale, le bon patriote étant incité à s'impliquer dans une préparation militaire et dans la pratique du tir. Comme d'autres sports, notamment la gymnastique, le tir est donc instrumentalisé par la politique et les mouvements nationalistes, notamment en Grande-Bretagne, en Italie, en France, et en Allemagne (dont l'Alsace occupée), pays qui seront impliqués ultérieurement dans deux guerres mondiales.
Parallèlement, le tir fait son apparition comme discipline olympique dès les premiers jeux de 1896.

### En France, après 1870
En France, les sociétés de tir « ont connu un grand développement après la défaite de 1870, au point de faire l’objet de plusieurs circulaires ministérielles en 1885, puis de nouveau en 1892 ». Sous couvert de pratique sportive, ces sociétés de tir étaient donc une préparation à la guerre en temps de paix, préparation largement financée par les ministères de la Guerre, les associations patriotiques et les autorités locales. On est loin de l'esprit que le baron Pierre de Coubertin voudra insuffler aux sports et au modèle des jeux olympiques. Le tireur d'élite devient en quelque sorte un athlète de haut niveau, supposé refléter la puissance de l’État ou du pays qu'il représente dans les concours et jeux internationaux. Certaines sociétés de tir paradent et défilent volontiers possédant parfois même leur propre orchestre.
Dès 1871, Jules Simon, ministre de l’Instruction publique, transmettait aux recteurs « une circulaire du ministre de la guerre dans laquelle il était stipulé : « Le gouvernement attache la plus grande importance à ce que les exercices corporels, y compris le maniement du fusil, occupent désormais une large place dans l’éducation de la jeunesse ». Dans une circulaire ministérielle du 20 mai 1880, Jules Ferry indique que « Le Sénat et la Chambre des députés ont affirmé d’une manière éclatante leur sollicitude pour un enseignement que l’on peut considérer comme le complément indispensable des études scolaires et comme un moyen très efficace d’assurer le bon fonctionnement de nos lois militaires. (…) Les exercices de l’école du soldat (…) préparent directement les jeunes gens au service militaire. Il en est de même des promenades, qui ont pour objet de leur faire contracter l’habitude de la marche et dont on peut profiter pour leur donner des notions de topographie fort utiles. L’enseignement du tir présente également un grand intérêt (…) ». Puis par décret du 27 juillet 1882 le tir devient, dans l'enseignement primaire, une discipline scolaire obligatoire pour les garçons . Deux circulaires des 27 juin 1903 et 26 avril 1907 prescrivent diverses mesures relatives aux exercices de tir dans les écoles primaires : « Les instituteurs seront invités d’une façon pressante à donner l’instruction du tir à courte distance dans leur école ; il leur sera recommandé, s’ils n’ont déjà une organisation fonctionnant à leur satisfaction, de procéder à la création de petites sociétés scolaires de tir et d’y ajouter une section post-scolaire destinée à assurer la continuation des exercices dans les sociétés jusqu’au service militaire et même après, s’il convient »
. Réactivé avec force en 1907, l'enseignement du tir à l'école primaire tombe progressivement en désuétude à partir de la réforme de 1925 pour aboutir dans les années 1930 à un décret d'abrogation émanant du ministre de la Guerre, le maréchal Pétain.
Est créé parallèlement, au début du XXe siècle,  l'instigation du gouvernement français, une Union des sociétés d’éducation physique et de préparation au service militaire qui sera aussi désignée ultérieurement « Union Chéron » d'après le nom de son président Adolphe Chéron). Cette Union vise à rassembler sous son égide toutes les sociétés agréées de ces deux disciplines, déjà organisées au sein de l’Union des sociétés de gymnastique de France d'une part et de l’Union des sociétés de tir de France qui s'opposaient au plan confessionnel.  Ces trois mouvements, fortement concurrencés par le  scoutisme , seront balayés par la Seconde Guerre mondiale, après laquelle les organisations sportives et religieuses se montreront plus neutres.

### Matériel
Fin XIXe - début XXe, les sociétés de tir disposent, alors : 

- de pas de tir à 45 mètres, dotés de fusils de guerre Lebel (1886) et Gras (1874) ;

- de pas de tir à 12 mètres, avec des armes d’épaule de petit calibre (bosquette 6mm et carabine Flobert).

Bon  nombre de sociétés s'inspireront de cette dernière en prenant le nom de "Flobertistes", dénominations que l'on retrouve encore de nos jours.
Ces mêmes carabines Flobert équipent d'ailleurs les écoles primaires, mais sont réservées aux enfants de plus de 10 ans.
Après la Première Guerre mondiale, l'industrie du cinéma invente des appareils spéciaux dits « Ciné-Tir » qui servent dans la pratique du tir et de son enseignement.

### Cas de l'Alsace après 1918
Après l'armistice de 1918, en Alsace, les dirigeants sportifs catholiques de la ligue régionale Avant-garde du Rhin (AGR) font une priorité de la préparation militaire et du tir ; « Auguste Biecheler, président fondateur de la fédération catholique alsacienne, réaffirme régulièrement l’importance de cette activité qu’il juge primordiale, relayé par les principaux responsables de l’organisation gymnastique de l’AGR et de l’organisation de tir de l’AGR ». En 1921, l'AGR est au summum de sa renommée et de sa force mobilisatrice : du 5 au 8 août, alors que la France est encore en pleine reconstruction, l'AGR réussit lors de son concours international de gymnastes catholiques à réunir à Strasbourg environ 50 000 spectateurs venus voir 15 000 gymnastes venus de « France de l’intérieur », de Belgique, du Luxembourg, d’Italie, de Suisse, de Tchécoslovaquie et de Yougoslavie. 
La revue les Jeunes d’Alsace « consacre au tir une chronique régulière et fournie, de même qu'à la préparation militaire » (...) et « ne sont admises à participer aux concours régionaux ou départementaux de l’AGR que les sociétés qui ont organisé une marche militaire d’au moins 20 kilomètres » Ces marches se pratiquent à la manière d'une procession laïque et religieuse : une fois par an, un jour déterminé du mois de mai. « Toutes les sections d’un arrondissement convergent vers un lieu donné (un lieu de pèlerinage le plus souvent) et s’y retrouvent pour un office religieux et, éventuellement, pour un spectacle de théâtre champêtre » ; les jeunes sont ainsi embrigadés avec des méthodes proches de celles utilisées en Italie et bientôt en Allemagne par les grands « mouvements de jeunesse » qui associent alors volontiers religion catholique, politique et propagande patriotique en faveur d'une cause nationaliste, tout en mettant en avant le corps via l’activité sportive, en pleine nature, de même qu'un aspect « festif », mais très encadré (défilés, compétition et fêtes en plein air). 
L'objectif premier est dans ce cas la formation militaire, mais en cherchant à susciter un enthousiasme mobilisateur de la part des enfants et de leurs parents. Ceci se fait par de grandes démonstrations de convivialité, de grands spectacles et cortèges dans les rues et les stades, parfaitement organisés, disciplinés et d'autant plus édificateurs, qu'on y fait chanter par les enfants et adolescents des chants religieux. Ces chants sont très éloignés des cantiques qui accompagnaient les processions religieuses traditionnelles ; ils sont plutôt calqués sur des marches militaires, dont les paroles affirment la foi et la défense de valeurs que l'on peut qualifier de patriotisme religieux, ce qui donne à ces groupes une « légitimité » supplémentaire qu'il serait dans la société catholique alsacienne de l'époque bien difficile de contredire.

## En Suisse
En raison de la forme de son armée-citoyenne, la Suisse est un cas particulier : sur un territoire relativement petit, on trouve 136 sociétés et 128 cercles des sociétés de tir à 300 mètres.
Dans les canton de Neuchâtel et de Vaud, on appelle parfois « abbaye » une société de tir ou confrérie de tireurs, par extension également le concours de tir organisé par une telle société ou la fête villageoise,,,.

## Sociétés de tir et chasse
Quand il n'est pas sportif ou militaire ou professionnel, la pratique du tir peut aussi être une pratique d’entrainement ou de préparation pour la chasse, prenant alors souvent la forme du ball-trap. Parmi les pratiques relativement (1966) nouvelles en Europe, on peut citer le tir à la sarbacane

## Sociétés de tir et pêche
La pêche sous-marine en apnée a récemment inspiré de nouvelles formes de compétition de tir sur cible subaquatique.

## Les organisations
Les sociétés de tir sont souvent fédérées, avec par exemple 
- en Belgique, une « Union Royale des Sociétés de Tirs de Belgique »
- En France, une Fédération française de tir et une Fédération Française de ball-trap.